# Хопёрские казаки

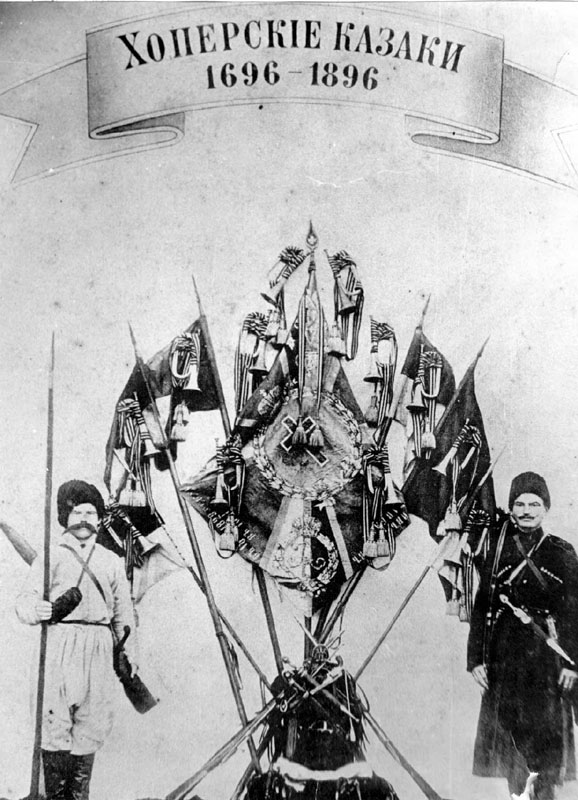

Хопёрские казаки (иногда — «верховские», «чиги») — казаки Хопёрского казачьего войска (ХКВ) и их потомки, населявшие бассейн реки Хопёр.

## Предшественники казаков
В средние века местное население Хопёрского бассейна состояло, главным образом, из бродников. В персидском географическом трактате X века «Гудуд-аль-Алэм» местные бродники именуются брадасами. В соседстве с бродниками издавна жили чиги (зихи) и мещеряки.

## Под именем червлёноярцев
Первые письменные источники о хопёрских казаках, где фигурирует именно слово «казак», относятся ко временам Золотой Орды, когда в актах Московского княжества упоминаются православные славяне Сарской и Подонской епархии в пределах Червлёного Яра живущие: «по Великую Ворону возле Хопор, до Дону по караулам» — «народ славянский, христианский воинска чина живущий, зовомии Козаци». В т. н. Комиссионном списке I Новгородской летописи (XIV век) упоминается город Урюпеск, «в верхь Дону». Имелся же в виду город Урюпинск (станица Урюпинская) на Хопре. В летописном «Списке русских городов дальних и ближних» Урюпеск фигурирует как пограничная крепость Великого Рязанского княжества. Возможно, хопёрские казаки были в то время вассалами рязанских князей… В середине XIV века возник спор между Сарайским и Рязанским епископами о том, кому в церковно-административном отношении подчинены христиане Червлёного Яра? По этому поводу митрополит Феогност послал в 1353 году на Червлёный Яр грамоту, которая начиналась словами: 
Благословение Феогноста митрополита Всея Руси к детем моим к баскаком, к сотником и к попом и ко всем христианом Червленого Яра и ко всем городом на Великую Ворону...
 В 1354 году левая сторона Верхнего Дона отошла в ведение Рязанского епископа — и уже в грамоте Святителя Алексия, Митрополита всея Руси, 1360 года послано было благословение 
ко всем христианам, обретающимся в пределах Черленого Яру и по Кораллу возле Хопор и Дону.
Есть основания полагать, что Червлёный Яр тех времён являлся несуверенным казачьим государством (вассалом Рязанского княжества или Золотой Орды), так как в нём присутствовала система станиц и караулов, а также было собственное устойчивое название, система управления и военная организация. С падением же Монголо-татарского ига и усилением Москвы на счёт Рязани, на Хопре усиливается влияние Московских великих князей.

## XVII век

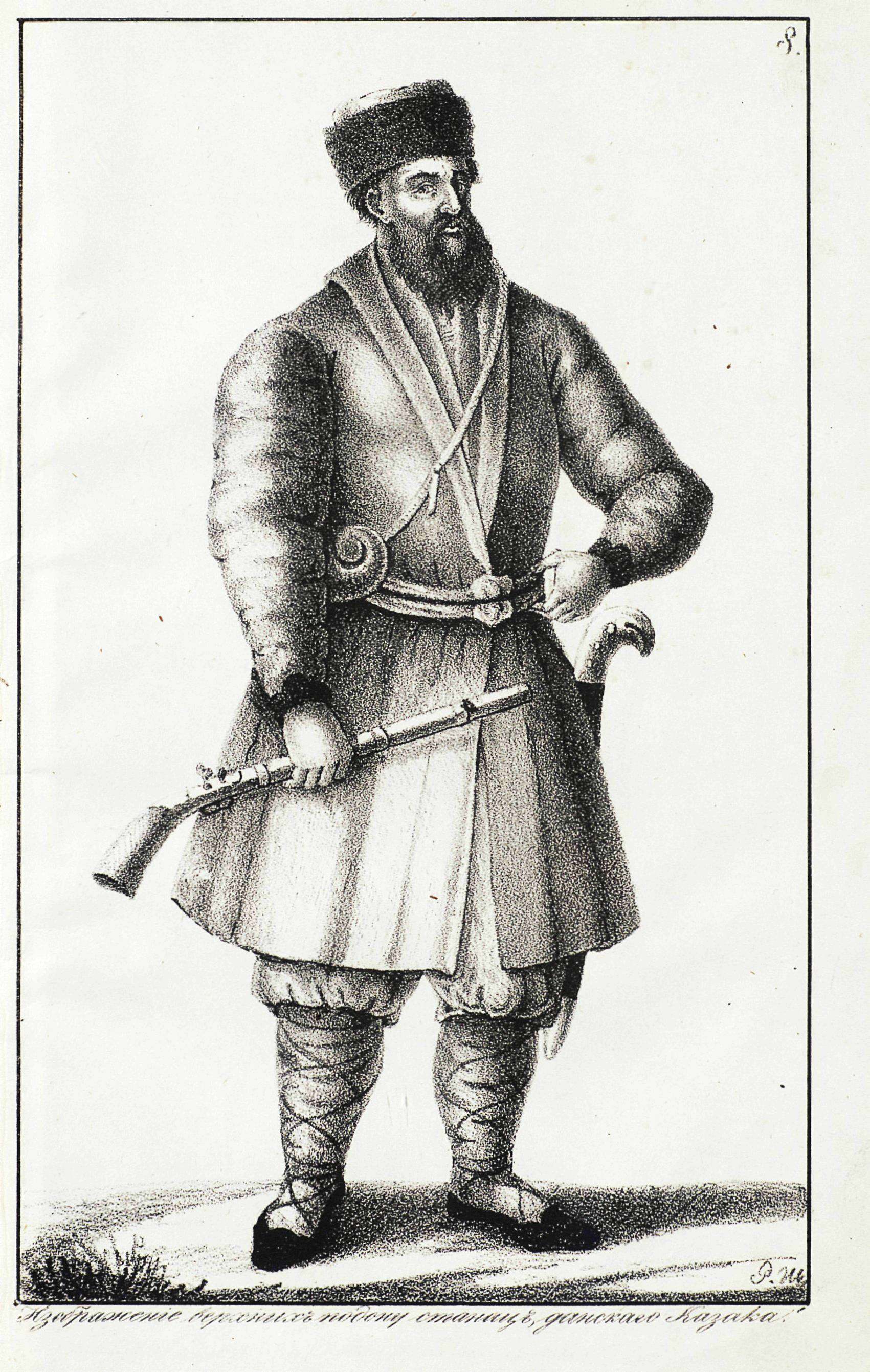
Казак верховых станиц.

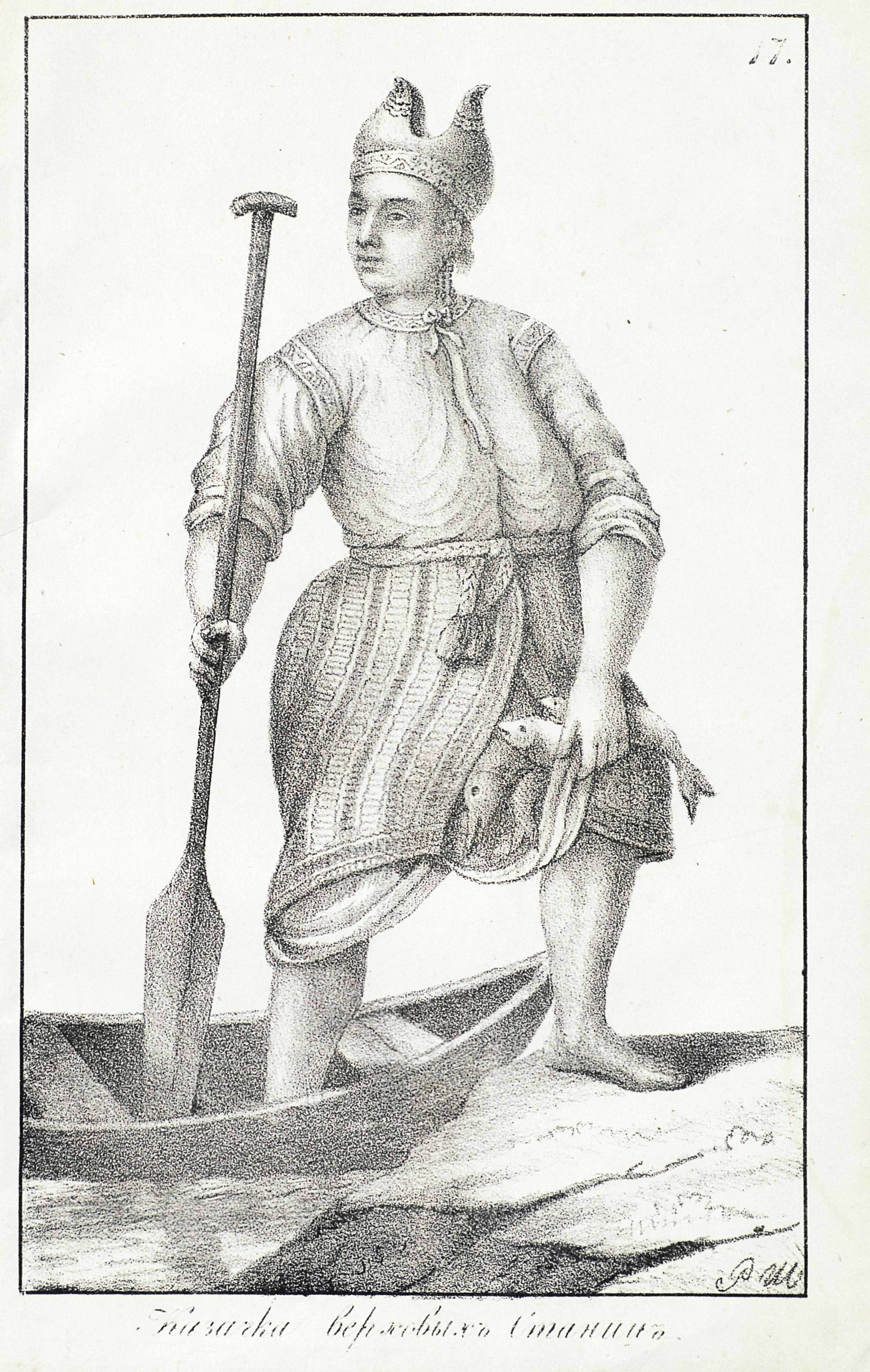
Казачка верховых станиц.

Неизвестна точная дата присоединения Хопёрского казачьего войска (Червлёного Яра) к Донскому казачьему войску. В начале XVII века прославился хопёрский атаман Григорий Чёрный, бывший одно время союзником Ивана Заруцкого. 
В 1614 году... два низовых донских казака-гонца, ехавших с письмом в Москву по Ордобазарской дороге, почему-то предпочли переправляться через Хопёр не в обычном месте против урочища Червлёный Яр, а выше, близ устья Карачана. Несмотря на эту предосторожность, они всё же подверглись нападению, от которого, впрочем, сумели отбиться.
 — пишет историк А. А. Шенников. Как полагает Шенников, 
После 1612 года группа казаков во главе с Григорием Чёрным имела юрт на Хопре, много выше устья Вороны - близ нынешнего города Балашова.
 По мнению В. И. Грабенко, село Большой Карай — это бывшая хопёрская станица, основанная казаками Григория Чёрного.
в 1635 году к реке Вороне пришли татаровя, человек 300 и больши, и долго стояли и бою не приняли и ушли в степь. А догоняли их тамбовские атаманы и племянники атаманские и казаки и иные воинские люди. По всему вероятию, тамбовские атаманы и казаки отчасти представляли собой диаспору казаков-хопёрцев…
В 1650 году хопёрские казаки пытались отделиться от Войска Донского и основали свой укрепленный городок Ригу, разрушенный потом по приговору Главного Войска.
В середине XVII века хопёрскими казаками были основаны городки:
- Беляевский,
- Григорьевский и
- Пристанский.

В Пристанском была верфь. Кроме того, этот городок являлся значительным торговым пунктом на так называемой «Ордобазарной дороге», связывавший Москву (через Рязань и Касимов) с Астраханью. Пристанский городок размешался на берегу Хопра, к югу от холма, на котором сейчас расположен исторический центр города Новохопёрска, в устье Мамаева оврага, у подошвы Казачьей горы. Мимо Казачьей горы и проходила «Ордобазарная дорога».

## Разинская эпопея
Жители Пристанского городка в восстании Разина (1670—1671). В 1669 году походный атаман Разин лично посетил Хопёрский округ. Оный рассматривался им как возможный стратегический плацдарм для освобождения прежних юртов Волжского казачьего войска (ВКВ), захваченных в XVI веке опричниками Ивана Грозного. А в скором времени (ноябрь—декабрь 1670 г.) в Пристанском квартировал со своим отрядом атаман Никифор Черток, дядя Степана Разина… На исходе осени 1670 г. Никифор Черток с четырьмя сотнями казаков, обогнув Тамбов, вышел к городу Козлову (ныне Мичуринск). Здесь отряд вырос за счет присоединения 3—4 тысяч местных крестьян. В расспросных речах разинского атамана В. Федорова, попавшего в плен к царскому воеводе К. Щербатому, содержатся сведения о ещё большем количестве повстанцев. Так, Федоров утверждал, что Никифор Черток пришёл «з Дону… с казаками с 4000 да калмыки 9000». Ни в одном из других источников данные о численности повстанцев, приводимые В. Федоровым, не встречаются. Однако, количество чертковцев, по-видимому, и в самом деле было весьма значительным, так как они сумели нанести серьёзные поражения ратным людям воевод И. Бутурлина и С. Хрущева. 17 ноября 1670 года в Козловском уезде, близ Челнавского городка, у козловского воеводы С. И. Хрущёва завязался бой с отрядом Н. Чертка. Сохранилась отписка Хрущёва — тамбовскому воеводе, думному дворянину Я. Т. Хитрово, в Шацк о сражении его с восставшими под Челнавским городком: 
Господину Якову Тимофеевичю Степан Хрущов челом бьет. В нынешнем, господине, во 179-м году [ 1670 г.], ноября в 17 день под Челнавским за речкою Челнавою с воровскими казаками и Танбова города и Танбовского уезду и Лысогорскова острошку с-ызменники был у меня, господине, бой с полудни до начи. И на том бою воровские казаки изменники отбили 2 пушки. Да на том же бою козловцы служилые люди взяли дву мужиков Танбовского уезду села Вихляйки, да Лысогорского острошку Козаков. А в роспросе, господине, передо мною те казаки сказывали. — Воровских де казаков и изменников в зборе в Лысогорском острошке с лысагорскими жильцы тысячи з 2 и больши, да под Танбовом де тысячи з 10, приступают де, господине, к Танбову и ждут де к себе на помочь с Хопра и з Дону данских Козаков. А приступам де, господине, в Танбове те воровские казаки и изменники в остроге сажгли 2 башни да 3 прясла островных» да в остроге двор подьячева, домы Алтухова, да ряд весь выжгли ж. А взяв де, господине, Танбов, те воровские козаки и танбовские изменники хотят приходить для приступу под Козлов и под-ыные государевы городы. И тебе б, господине, се вести были ведомы. А з сею отпискою послал я к тебе нарочна козловцав Говрилу Чорнава, Исая Куропова, станичники Якушку Кузнецова того ж числа.

В 1675 г. стал знаменит по всему Югу России старообрядческий центр на Бузулуке, притоке Хопра. Богослужение здесь велось по до-никоновским (кирилло-мефодиевского перевода) книгам, составлялись и переписывались сочинения, обличавшие никонианскую ересь и прославлявшие новомучеников… Тамбовский воевода Нарышкин доносил в один из Московских приказов: 
Находившиеся в Тамбовских крепостях разные служилые люди, стрельцы и казаки, начали уходить на Хопер и Медведицу.

## Азовские дела
Отряд хопёрских казаков в составе русской армии, под общим командованием генерала Патрика Гордона, в 1695 г. принимал участие в осаде Азова — древней казачьей твердыни, долгое время пребывавшей в турецких руках. В ходе этой кампании взять Азов не удалось.
Однако, в следующем году, в отряде воеводы А. С. Шеина, хопёрцы совместно с донцами, внезапным ударом 2-тысячного отряда с необычайной удалью и отвагой сумели 17 (27) июля 1696 г. не только захватить два Азовских бастиона с пушками, но и удержать эти стратегически важные пункты обороны крепости. Захват казаками главных бастионов решил её судьбу. 19 (29) июля 1696 г. Азов был взят.
В 1698—1699 годах кумпанствами князя Б. А. Голицына, князя Ф. Ю. Ромодановского и стольника И. Большого-Дашкова на верфи Пристанского городка были, при участии хопёрских корабелов, построены и спущены на воду три боевых корабля: «Безбоязнь», «Благое начало» и «Соединение»…
В те годы хопёрские казаки занимались судостроением, рыболовством, охотой, бортничеством, конечно же, коневодством, а также (что не характерно было для собственно донцов) «заводили пашню». Кроме того, по свидетельству вице-адмирала Корнелия Крюйса, с Хопра казаки и купцы гоняли скот на продажу в Москву.

## Булавинская эпопея
В 1707 году хопёрские казаки (староверы, в большинстве своём) активно поддержали освободительное движение Кондратия Булавина — сражаясь теперь уже не в союзе с Петром I (как в 1695-96 гг.), но против него. Поднялась, как писал атаман Булавин в одном из своих воззваний, вся Донская земля — «от Пристани до Черкасс»!.
В Пристанском — народу, как в Престольный, 

Гул толпы, оружья лязг и стук… 

Оскорблённый, непокорный, вольный, 

Созывает Дон сынов на Круг.
Шлёт Хопёр от каждой от станицы, 

Шлют Медведица и Бузулук 

Лучших выборных людей на Круг. 

Тянутся по шляхам вереницы…
— воспевал то время донской поэт-эмигрант Н. Н. Воробьёв-Богаевский.

На момент восстания по Хопру считалось 27 городков и по Бузулуку — 16. Подавляя восстание, Пётр I приказал выжечь казачьи городки на Хопре — в том числе и Пристанский, и Беляевский, и Григорьевский. Жители были частью уничтожены, частью депортированы. Как писал кубанский историк П. П. Короленко, городки были безжалостно истреблены карательными войсками князя В. Долгорукого, после чего 
Хопёрский край превратился в совершенную пустыню.
 На Бузулуке свирепствовал воевода Апраксин, уничтоживший городки Казарин, Кардаилинский, Высоцкий, Дарьинский, Черновской и Осинов.
Но вскоре, однако, опять же по приказу царя и по его плану, на казачьих руинах — на Хопёрской земле, официально отобранной у Донского казачьего войска — создаются укреплённые пункты. В 1698 году основан город Борисоглебск, на берегу Великой Вороны, близ впадения её в Хопёр. В 1710 году на пепелище Пристанского городка была основана Новая Хопёрская земляная крепость, с верфью при ней. Ибо начиналось строительство судов для первой Азовской флотилии. Крепость была заложена на высоком береговом холме по чертежу, составленному Петром I. Чертёж крепости был прислан Азовскому губернатору адмиралу графу Апраксину, а тот сооружение крепости поручил Воронежскому вице-губернатору С. А. Колычёву. В восточной и южной стенах крепости были проездные ворота, от которых расходились дороги вниз к реке, по плато, вокруг крепости. 1710 год и стал считаться в официальной историографии годом основания Новохопёрска (Ново-Хопёрска)… В 1717 году приступлено было к формированию Новохопёрского гарнизона — в который вошли 94 семьи «охотников» из числа прежних хопёрцев и 125 семей черкасов — по преимуществу, из слободских полков: Харьковского, Сумского, Острогожского и прочих. В том же 1717 году «Из Москвы в станицу Урюпинскую была послана благословенная грамота и антиминс для Церкви во имя Покрова Пресвятой Богородицы».

В 1724 году Пётр I — в видах скорейшего заселения и обеспечения Ново-Хопёрска — вынужден был пойти на «тихую амнистию» хопёрских казаков. В Полном Собрании законов Российской империи имеется статья от 2 июня 1724 г., гласящая: 
Которые Казаки живут ныне в Новохопёрской крепости, а уроженцы из Тамбовской провинции разных городов, и служили городовую службу, и в прошлых годах до Азовских походов сошли в донские казачьи городки, и с Донскими Казаками были в походе под Азовом и в разных баталиях Шведских, и в 1717 г. с службы отпущены и велено им жить в домах до указу, а те домы их вором Булавиным разорены и ныне они живут в оной крепости и служат конную службу.
 Из амнистированных была сформирована Хопёрская конная казачья команда. Т. о., казаки-хопёрцы отныне уже не считались «репрессированным народом», но Правда Истории на официальном уровне грубо искажалась — ибо отнюдь не «вор Булавин», но сам «Великий Преобразователь» повелел выжечь казачьи городки на Хопре! В источниках XVIII века фигурируют также хопёрские станицы Алфёровка, Градская, Красная и Пыховка.

## Хопёрский казачий полк
Осенью 1772 года группа хопёрских (ново-хопёрских) казаков, во главе с Петром Подцвировым, прибыла в Петербург. В Военной Коллегии они подали прошение на Высочайшее имя. Уполномоченные казаки просили: 
чтобы из казаков Хопёрской команды, их детей и родственников зачислить на службу всех годных и вполне исправных, образовав из них 5-ти-сотенный полк, а взамен этого в подушный оклад их не класть, возвратить изстари принадлежавшия им земли и разные угодья; указать служить им только конную казацкую службу, а на караул для содержания внутри крепости пороховых и провиантских магазейнов, яко в непринадлежащую до казака, не посылать.
 Слишком памятно было недавнее расказачивание Слободского войска (СЛКВ) — и хопёрцы решили подстраховаться… Пожаловались казаки и на коменданта Новохопёрской крепости полковника Подлецкого, который посылал их на казенные и частные работы бесплатно, притеснял и обходился несправедливо.
В феврале 1773 года в Новохопёрскую крепость прибыл для расследования жалоб и просьб казаков секунд-майор Головачев. Он запретил коменданту Подлецкому посылать казаков на бесплатные работы, наряжать в караулы, заявив, что «…хопёрские казаки положены единственно для конной службы». Кроме того, Головачев переписал все население казачьих слобод, которого оказалось: всех служащих и не служащих — 1422 души мужского пола. В казаки запросились дети «малороссиян» (видимо, слободских черкасов), отцы которых «вызвались охотниками при заселении крепости и слободок, чтобы служить казацкую службу». В результате переписи, в «Список казакам Хопёрской команды в 1773 году» вошли 114 человек. В том числе: 41 казак из слободы Градской, 39 — Красной, 20 — Пыховки и 14 — Алферовки. Головачев составил доклад для Военной Коллегии. Между тем, ново-хопёрские казаки приняли, вместе с донцами полковника Луковкина, участие в подавлении Пугачевского бунта.
В самый разгар Пугачевского бунта, в июле 1774 года, президент Военной Коллегии, генерал-аншеф Григорий Алексеевич Потемкин был назначен Новороссийским, Астраханским и Азовским генерал-губернатором. Григорий Потемкин рассмотрел донесение Головачева и 6 октября 1774 года внес в Военную Коллегию доклад с обоснованием преобразования Хопёрской команды в одноимённый полк, численностью в 540 человек. А именно: Полковник — 1 с жалованием 60 рублей в год, полковой есаул, вместо майора — 1 с жалованием 20 руб., поп — 1 с жалованием 40 руб., писарей — 2 с жалованием по 15 руб. В пяти сотнях должно быть рядовых казаков 500 человек с жалованием по 6 руб. в год каждому. В каждой сотне предусмотрен Сотник, пятидесятник, хорунжий, стражник или вахмистр, квартирмейстер и по 2 десятника или капрала. Жалование им предусмотрено от 20 до 7 руб. в год, в зависимости от должности.

Казака Хопёрского полка от других полков отличали: 
Кафтан голубого цвета, полукафтанье и шаровары малиновые, с малиновым на верхнем кафтане отворотом и с черным стамедным кушаком; шапка круглая, верх сукна малинового цвета, околыш черный, бухарских овчин; сапоги казацким образом.
 Для службы казак обязан подготовить «…лошадь, ценою каждая не менее 18 рублей, седла с прибором во всем полку одинаковые», единообразное обмундирование, причём, все это за свой счет. Военный Комиссариат брал на себя обязательства снабжать полк порохом и свинцом, карабинами, саблями, пиками и лядунками чёрной юхти на такой же перевязи.
В 1775 году Хопёрская команда развернулась в Хопёрский полк. На каждую мужскую душу было нарезано по 15 десятин земли. Полку передавались во владение все земли, которыми они владели раньше, вместо денежного и хлебного содержания. Но пустить корни, пожить вольготно на Хопре казакам не довелось! Светлейший князь Потёмкин задумал переселить хопёрских и волжских казаков на Кавказ.

## Переселение Хопёрского казачьего полка на Кавказ
В 1775 году Потёмкин поручил астраханскому губернатору генерал-майору Якоби 
Самолично осмотреть положение границы нашей, простирающейся от Моздока до Азова…
 24 апреля 1777 года Хопёрский полк был включен в состав вновь учреждённого Астраханского войска (АСКВ). За сим последовали новые мытарства. Началось принудительное переселение хопёрцев на Кавказ.
11 апреля 1786 года Хопёрский полк был включен в число казачьих полков Кавказской (Азовско-Моздокской) линии. Они воевали против Кабарды и основали на Кавказе четыре станицы:
- Северную,
- Ставропольскую[26],
- Московскую и
- Донскую.

В 1792 году Екатерина II распорядилась переселить на Кавказскую линию большое количество донцов. Среди них были и «нижние хопёрцы» (оставшиеся в 1709 году в Донском войске). Казаки заволновались. Движение против насильственного переселения на Кубань переросло в большое восстание 1792—1794 годов. Оно вошло в историю как «Есауловское», ибо в нижне-донской станице Есауловской пролилась тогда первая кровь. А возглавил движение есаул Иван Рубцов из Нижне-Чирской станицы. Участие в нём приняли 50 станиц, расположенных по берегам Северского Донца, Хопра, Бузулука и Медведицы. Карательная армия генерала Алексея Щербатова подавила казачье сопротивление. «Главный виновник восстания» Иван Рубцов, приговорённый к сибирской каторге, не дожил до неё: он был забит кнутом до смерти. 146 «главных сообщников» сослали на каторжные работы в Нерчинские рудники и другие районы Сибири…

В выдержавшем в эпоху Екатерины II несколько изданий монументальном «Обозрении Российской империи в нынешнем её новоустроенном состоянии» действительного тайного советника С. И. Плещеева встречается такое упоминание: 
Опричь Россиян находятся в Кавказском наместничестве разных родов поселенцы, как-то Хопёрские, Волгские, Семейные, Донские, Дубовские и Гребенские казаки.

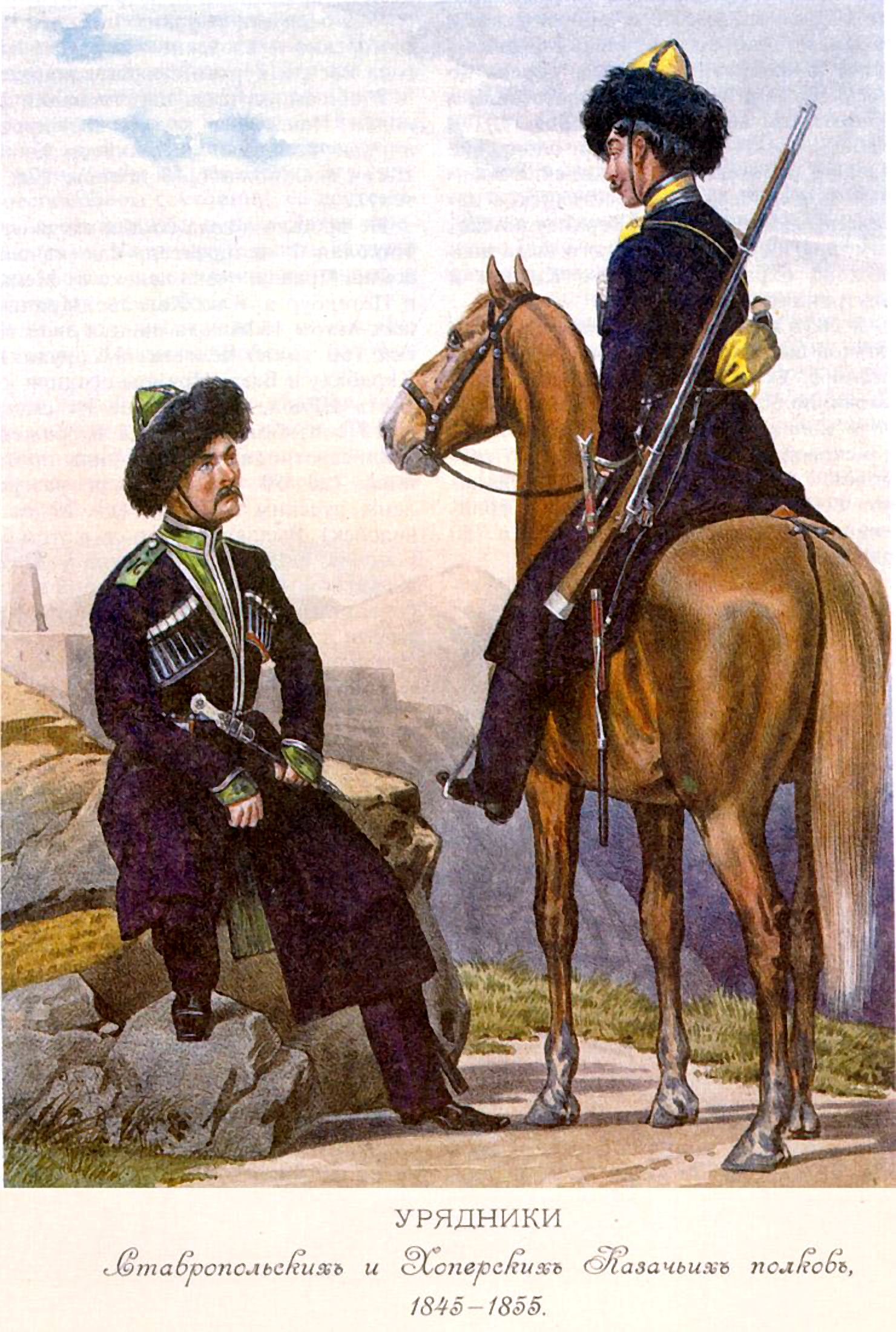
Урядники Ставропольских и Хопёрских казачьих полков, 1845—1855 года

«Словарь» же писателей и переводчиков Афанасия Щекатова и Льва Максимовича в 1808 году сообщал: 
Хопёрские казаки, составляющие один только полк под названием Хопёрского казачьего полка, поселены издавна в Кавказской губернии, в уездном городе Ставрополе и его уезда в крепостях - Донской, которая от Черкасска, главного города донских казаков, в 300, а от реки Кубани, где стоит крепость Кавказская, в 90 верстах; также в крепостях Московской, и Александровского уезда в Северной, для содержания кордонного караула на Кавказской линии в предосторожность нечаянных набегов от живущих за оною линиею тамошних горских народов.
 В «Хозяйственном описании Астраханской и Кавказской губерний» И. В. Ровинского (1804 г.) указывалось, что 
Моздоцкие, Волгские и Хопёрские казаки одежду имеют такую как у Донских казаков, вооружены штуцерами, саблями, дротиками.
В 1828 году после покорения карачаевцев, часть хопёрских казаков осела на верхней Кубани. Они составляли часть первой русской экспедиции на Эльбрус в 1829 году.
14 февраля 1845 года Хопёрский полк был разделен на два: 1-й и 2-й Хопёрский полки Кавказского линейного казачьего войска. Эти полки образовали 5-ю (Хопёрскую) бригаду…
20 сентября 2017 года в Ставрополе был торжественно открыт памятник хоперским казакам — основателям станицы Ставропольской.